# Das Telefonbuch

Logo

Das Telefonbuch ist Deutschlands ältestes Telefon- und Adressverzeichnis, das etwa 100 Millionen private und gewerbliche Kontakte verzeichnet. Herausgeber sind 37 regionale Verlage und die Deutsche Tele Medien GmbH.

## Geschichte
1880 wurde mit der „Liste der Sprech-Stationen der Zürcher Telephon-Gesellschaft“ das wahrscheinliche erste Telefonnummernverzeichnis im deutschsprachigen Raum veröffentlicht. Am 14. Juli 1881 erschien unter dem Namen „Verzeichnis der bei der Fernsprecheinrichtung Beteiligten“ in Berlin Deutschlands erstes amtliches Fernsprechbuch mit 185 Einträgen. Am 1. Februar folgte mit Leipzig die zweite Stadt mit einem eigenen Telefonnummernverzeichnis. 1883 erschien das erste Münchner Telefonbuch mit etwa 150 Einträgen.
Die Anzahl der Anschlüsse wuchs schnell, die Verbreitung von Nummernverzeichnissen ebenso. Das zweite Berliner Telefonbuch enthielt bereits 579 Einträge. 1924 wurde der Vorläufer der späteren Telekom-Tochtergesellschaft Deutsche Telekom Medien GmbH (DeTeMedien) gegründet, welche Adressen und Telefonnummern an etwa 100 Partnerverlage verkaufte.
In der DDR erschien das Telefonbuch in 14 Bezirksausgaben, aufgrund von Papierknappheit jedoch nur in unregelmäßigen Abständen. In der BRD gaben die im Verband Deutscher Auskunfts- und Verzeichnismedien (VDAV) organisierten Verlage und die am 9. Juli 1946 gegründete Deutsche Postreklame regionale Ausgaben des Telefonbuchs heraus. Nach der Wiedervereinigung Deutschlands wurde die Deutsche Postreklame 1990 eine 100-prozentige Tochtergesellschaft der Deutschen Telekom und wurde 1994 umbenannt. 1999 gründeten DeTeMedien und die Telefonbuchverlage die Das Telefonbuch-Servicegesellschaft mbH als Gemeinschaftsunternehmen. Ihre Aufgabe ist die koordinierte Weiterentwicklung der Produkte sowie die Steuerung des gemeinschaftlichen Auftritts der Marke „Das Telefonbuch“. 2006 erschienen in Deutschland 125 regionale Ausgaben.
Im November 2015 gab die Deutsche Telekom bekannt, dass sie sich von ihrer Tochtergesellschaft DeTeMedien trennen und das Telefonbuch spätestens 2017 an regionale Verlage verkaufen will. Seit dem Verkauf der DeTeMedien an ein Konsortium mittelständischer Verlage am 14. Juni 2017 heißt das Unternehmen Deutsche Tele Medien GmbH.

## Produkte

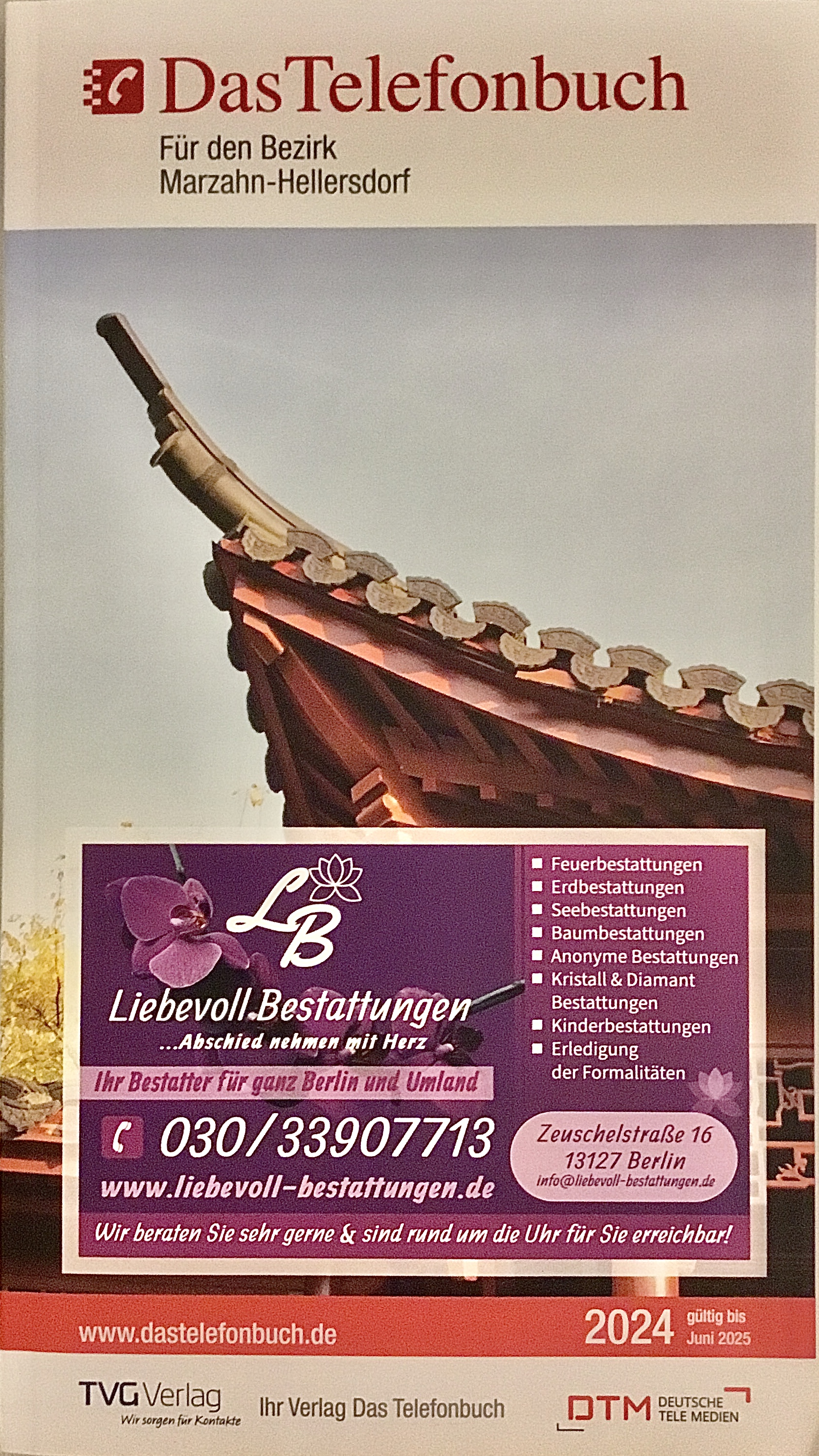
Beispielhafte Ausgabe von „Das Telefonbuch“ für den Berliner Stadtbezirk Marzahn-Hellersdorf

Das Telefonbuch enthält etwa 100 Millionen private und gewerbliche Kontaktdaten und ist als gedruckte Ausgabe, im Internet und für die Nutzung auf mobilen Endgeräten verfügbar. Neben Namen, Adressen und Telefonnummern liefert es auch weitere Informationen, wie bei gewerblichen Einträgen Öffnungszeiten, Produkt-/Dienstleistungsangebote oder Internetadressen. Die Printversion von Das Telefonbuch zählt über 150 regional unterschiedliche Ausgaben und eine Druckauflage von zirka 28 Millionen Exemplaren. Daneben ist das Verzeichnis auch als Sprachauskunft und DVD-ROM erhältlich.
Seit 1997 existiert auch eine Online-Variante von Das Telefonbuch. Neben der Adress- und Kontaktdatenrecherche bietet der Internetservice zahlreiche Zusatzfunktionen an, wie Stadtpläne, eine Übersicht zu wichtigsten Notfallnummern und aktuellen Apotheken-Notdiensten oder die Rückwärtssuche (siehe auch Inverssuche). Durch eine Kooperation mit dem Bewertungsportal golocal.de können auch Bewertungen lokaler Geschäfte direkt in Das Telefonbuch vorgenommen werden.
Zudem ist Das Telefonbuch mit einer optimierten Website auch für mobile Endgeräte wie Handys und Smartphones verfügbar und wird seit 2009 auch als kostenlose App angeboten. Diese ist heute für alle gängigen mobilen Endgeräte (iPhone/iPad, Android-Handys und Windows Phone 8) verfügbar. Die Direktsuche-Buttons auf der Startseite der App zeigen wichtige Adressen im Umkreis mit nur einem Klick: Beispielsweise zeigt der Button „Benzinpreissuche“ Tankstellen mit den aktuell günstigsten Benzinpreisen in der Nähe.
Seit 2010 bietet Das Telefonbuch den Service MeinTelefonbuch. Damit kann jeder Besitzer eines Telefonanschlusses eigenständig seine persönlichen Daten einstellen, verwalten oder freigeben, die anschließend für alle öffentlich zu sehen sind. 2016 waren in einer Befragung nur 25 % für eine Abschaffung der Papierversion.
Seit 2014 erscheint das Spezialverzeichnis „TB Guide“ für die Städte Berlin, Hamburg und München als Print-Ausgabe sowie im Internet als „Wegweiser für jede Lebenslage, mit Qualitätsjournalismus, Tipps, Tausenden von Adressen“. Gemeinsame Herausgeber und Verleger des Verzeichnisses sind die Deutsche Tele Medien GmbH und der TVG Verlag.